# Хогевен, Ян
Ян Эн Дан Хогевен (нидерл. Jan En Daan Hoogeveen; род. 3 сентября 1969 года в Вубрюгге, провинция Южная Голландия) — нидерландский конькобежец, специализирующаяся в шорт-треке. Двукратный чемпион мира в эстафете. 

## Биография
Ян Хогевен родился в деревне Вубрюгге, в 10 км от г. Лейден, там же он занимался в клубе конькобежного спорта IHCL. В 1981 году он впервые выступил на региональном чемпионате. На Кубке Фрисландии среди юношей в 1983 году он занял в общем зачёте 6-е место, а в 1985 году стал чемпионом Нидерландов среди юниоров. В национальную сборную он попал в 1989 году и на чемпионате мира в Солихалле и выиграл золотую медаль в эстафете вместе с 
 Чарльзом Велдховеном,  Жако Мосом,  Йеруном Оттером и  Ричардом Суйтеном. В общем зачёте Ян стал 15-м. Через год в Амстердаме он вновь с командой выиграл золото эстафеты.
В 1991 году Ян наконец выиграл национальный чемпионат по шорт-треку, но на мировом первенстве в Сиднее занял 14-е место в многоборье. В 1992, 93, 94 годах на чемпионатах мира Ян участвовал в эстафетах и соответственно занимал  4-е, 5-е, 6-е места. В 1994 году он стал вторым на чемпионате Нидерландов. В 1995 году Ян Хогевен завершил свою карьеру. Последние 2 года соревновании ему не хватало денежных средств для участия и тренировок и приходилось подрабатывать плотником на мельнице.

## Карьера тренера
Ян работает с 2010 года волонтёром и тренером в конькобежном клубе Лейдена 